# Gesellschaft für burschenschaftliche Geschichtsforschung
Die Gesellschaft für burschenschaftliche Geschichtsforschung e. V. (kurz GfbG) ist ein der Deutschen Burschenschaft nahestehender Geschichtsverein mit dem Schwerpunkt der Erforschung der Studentengeschichte des mitteleuropäischen Kulturraums unter besonderer Berücksichtigung der deutschen Einheitsbewegung und der Rolle der Burschenschaft. Sie wurde am 13. April 1909 in Frankfurt am Main als Burschenschaftliche Historische Kommission (BHK) gegründet und ist im dortigen Vereinsregister eingetragen.

## Geschichte
Die Entstehung der GfbG geht auf private Sammlertätigkeit zurück. Eine von Gustav Heinrich Schneider 1887 begonnene allgemeine Sammlung burschenschaftlichen, allgemeinstudentischen und hochschulkundlichen Inhalts wurde von Hugo Böttger fortgesetzt und ab 1908 von Herman Haupt in der Gießener Universitätsbibliothek betreut. Aus dieser Sammlung gingen Archiv und Bücherei der GfbG hervor.
Zusammen mit Historikern und historisch interessierten Burschenschaftern gründete Haupt am 13. April 1909 in Frankfurt die Burschenschaftliche Historische Kommission (BHK). Träger waren zunächst die burschenschaftlichen Verbände Deutsche Burschenschaft (DB), Rüdesheimer Verband deutscher Burschenschaften (RVdB) und Burschenschaft der Ostmark (BdO), nachdem RVdB und BdO 1919 in der DB aufgingen, nur noch die DB.
Obwohl die DB damit die finanziellen Grundlagen der GfbG sicherte, konnte sich diese einer politischen Vereinnahmung durch die DB entziehen. So schrieb Herman Haupt 1919 im Geleitwort zu Band 6 der von der GfbG herausgegebenen Quellen und Darstellungen:

„In den politischen Gegensätzen, die seit dem Umsturz unseres Staatswesens unser Volk tiefer denn je zerklüften, werden die ‚Quellen und Darstellungen‘ in keiner Weise Partei ergreifen. Nach wie vor verfolgen sie rein wissenschaftliche Ziele und werden parteipolitischen Erörterungen, auch wenn sie in wissenschaftlichem Gewande auftreten, wie bisher die Türe verschließen.“

1927 wurde die BHK in Gesellschaft für burschenschaftliche Geschichtsforschung umbenannt, 1933 wurde sie in das Frankfurter Vereinsregister eingetragen.

## Archiv und Bücherei

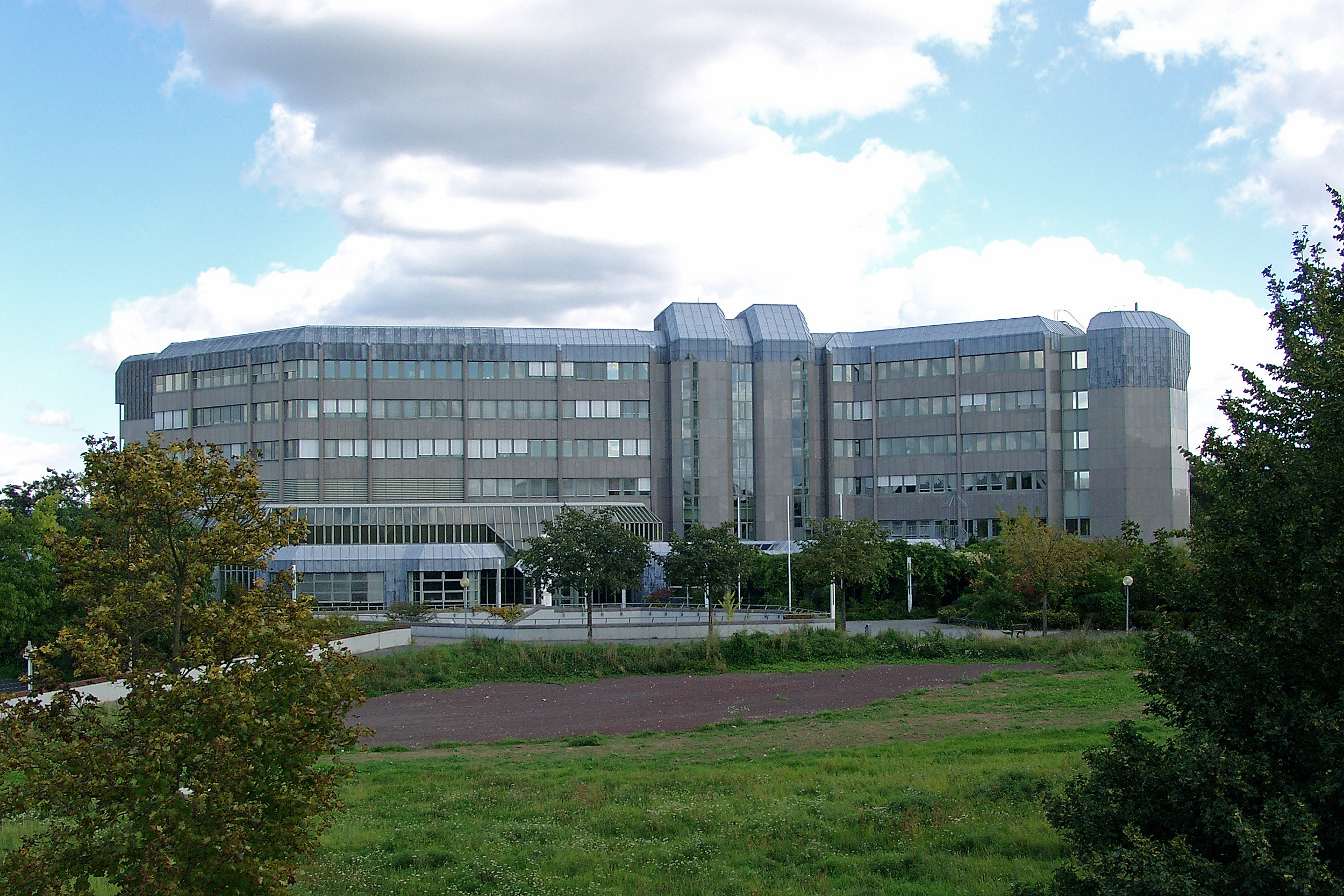
Das Bundesarchiv in Koblenz, in dem Archiv und Bücherei der GfbG untergebracht sind.

Erster Leiter von Archiv und Bücherei der 1909 gegründeten BHK war Friedrich Meinecke.
1939 waren Archiv und Bücherei unter dem Druck der nationalsozialistischen Reichsstudentenführung von Frankfurt nach Würzburg überführt worden, um sie zur Bildung eines hochschulkundlichen Instituts mit anderen Sammlungen zu vereinigen. 1954 kehrten die Bestände nach Frankfurt zurück, wo sie dem Bundesarchiv angegliedert wurden. Mit Auflösung des Bundesarchivs in Frankfurt wurden Archiv und Bücherei der GfbG schließlich ins Bundesarchiv nach Koblenz verlagert. Seit 1995 wurden sie von Harald Lönnecker geleitet. Die Bestände umfassen etwa 500 laufende Meter.
2017 wurde das Archiv der GfbG in „Archiv der deutschen Burschenschaften“ umbenannt. Seit dem Tod des langjährigen Archivars Lönnecker im Juli 2022 bemüht sich das Bundesarchiv um eine Überführung der bisher als Depositum behandelten Bestände in Eigentum des Bundesarchivs. Das der GfbG vertraglich nicht zustehende, aber seit Jahrzehnten gewährte Arbeitszimmer musste geräumt werden. Der neue Leiter des Archivs der deutschen Burschenschaften Franz Egon Rode und die Deutsche Burschenschaft widersetzen sich bisher den Verstaatlichungsversuchen und bemühen sich (Stand 2023) um eine neue Unterbringungsmöglichkeit für das Archiv der deutschen Burschenschaften.

## Herman-Haupt-Medaille

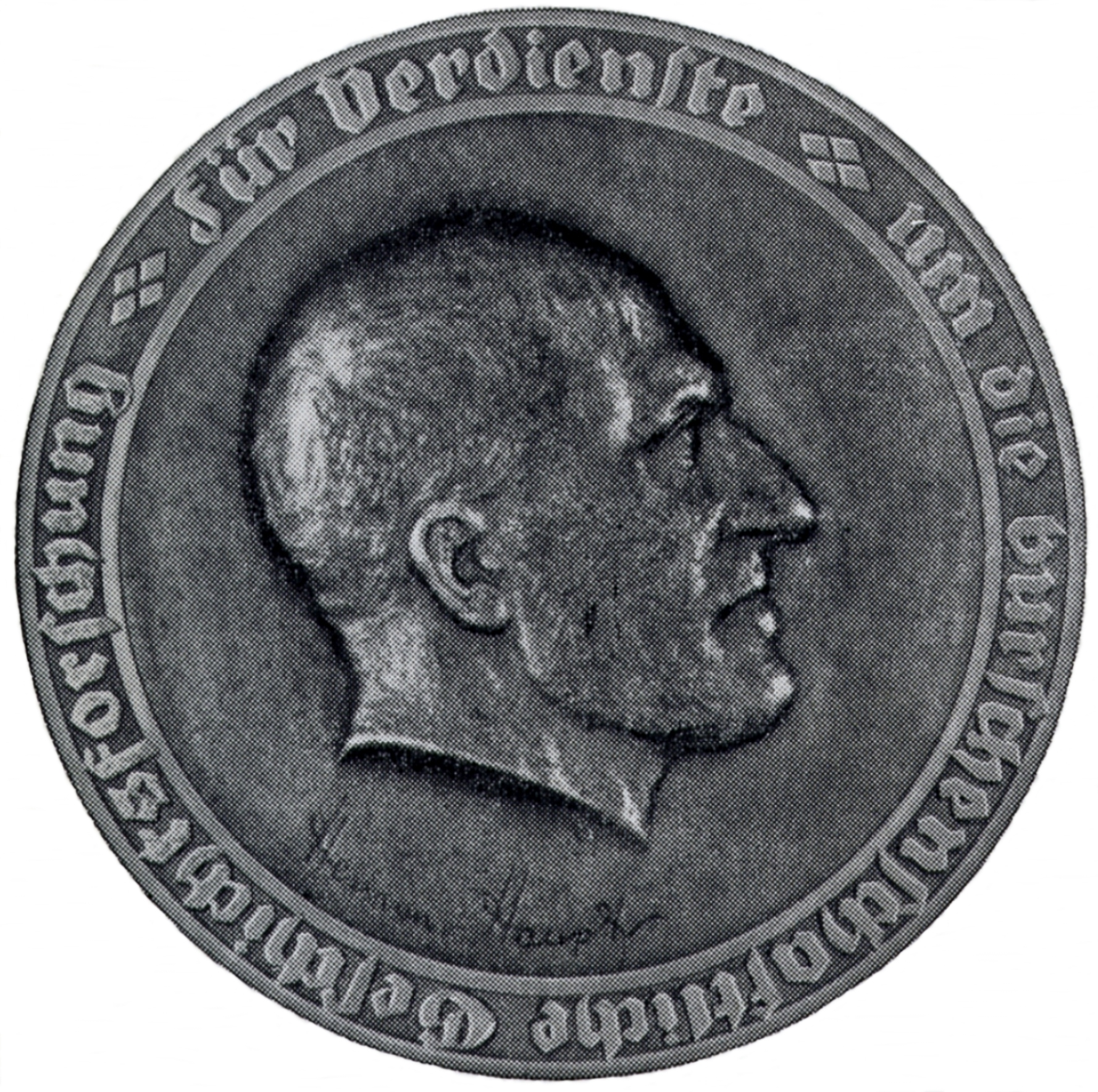
Herman-Haupt-Medaille der GfbG

Höchste Auszeichnung der GfbG ist die 1929 gestiftete, nach dem ersten Vorsitzenden der GfbG benannte Herman-Haupt-Medaille. Sie wird „für Verdienste um die burschenschaftliche Geschichtsforschung“ verliehen.

## Veröffentlichungen
- Quellen und Darstellungen zur Geschichte der Burschenschaft und der deutschen Einheitsbewegung, 17 Bände (1910–1940), „Rote Reihe“ und „Blaue Reihe“ (Bände 6, 9, 11 und 16)
- Darstellungen und Quellen zur Geschichte der deutschen Einheitsbewegung im neunzehnten und zwanzigsten Jahrhundert, bislang 24 Bände (seit 1957), „Grüne Reihe“
- Biographisches Lexikon der Deutschen Burschenschaft, bislang Bd. 1: Politiker, acht Teilbände (1996–2014), Bd. 2: Künstler (2018); jeweils ein Nachtragsband erschien digital

## Vorsitzende
- Herman Haupt (1909–1930)
- Paul Wentzcke (1930–1960)
- Kurt Stephenson (1960–1970)
- Horst Bernhardi (1970–1974)
- Christian Probst (1974–1986)
- Christian Hünemörder (1986–2005)
- Klaus Oldenhage (2005–2017)
- Christian Oppermann (seit 2017)